# Naomi Hasselberg Thorsrud
Naomi Hasselberg Thorsrud (* 2002) ist eine norwegische Schauspielerin. Sie gehört zu den drei Hauptdarstellern der Jugendserie Trio.

## Leben
Naomi Hasselberg Thorsrud lebt im Stadtteil Frogner in Oslo bei ihrer Mutter. Die Eltern sind getrennt und ihr Vater lebt in London; sie hat keine Geschwister. Sie besucht die Montessori-Schule in Oslo.
Die Rolle der Nora in der Fernsehserie Trio bekam sie trotz fehlender schauspielerischer Erfahrung.
Naomi Hasselberg Thorsrud spielt Gitarre und singt in der von ihr mitgegründeten Band Crystal Clear.

## Filmografie
- 2014–2016: Trio (Fernsehserie, 30 Folgen)
- 2017: Trio – Jagd nach dem heiligen Schrein (Trio - Jakten på Olavsskrinet)